# Goodland, Kansas
Goodland är administrativ huvudort i Sherman County i Kansas. Orten har fått sitt namn efter Goodland, Indiana. Enligt 2010 års folkräkning hade Goodland 4 469 invånare.